# Резолюция Генеральной Ассамблеи ООН ES-11/1
Резолю́ция Генера́льной Ассамбле́и ООН ES-11/1 «Агре́ссия про́тив Украи́ны» — резолюция одиннадцатой чрезвычайной специальной сессии Генеральной Ассамблеи Организации Объединённых Наций, принятая 2 марта 2022 года. Соавторами выступили 96 стран. Документ осуждает вторжение России на Украину и требует полного вывода российских войск и отмены решения о признании самопровозглашённых Донецкой и Луганской народных республик. Резолюция была принята при 141 голосе за, 5 против и 35 воздержавшихся.

## Предыстория
Утром 24 февраля 2022 года Россия начала вторжение на Украину. В это же время в Нью-Йорке проходило экстренное заседание Совета безопасности ООН по ситуации на Украине. В тот же день Генеральный секретарь ООН Антониу Гутерриш призвал Россию прекратить военные действия на Украине и отвести войска с территории Украины. На следующий день после начала вторжения было созвано заседание Совета Безопасности, на котором была предложена к принятию резолюция, в которой осуждались действия России и содержались призывы немедленно прекратить военную операцию против Украины, однако Россия, как постоянный член Совета безопасности ООН, наложила вето на принятие резолюции. После этого на следующем заседании Совета безопасности ООН была предложена резолюция 2623, в которой рассмотрение резолюции с осуждением России передавалось на специально созванную 11-ю чрезвычайную специальную сессию Генассамблеи ООН, в которой ни одна страна не обладает правом вето. Она была принята 11 голосами за и 1 против, при 3 воздержавшихся.

## Голосование
| Голос         | Количество | %    | Страны |
| ------------- | ---------- | ---- | --- |
| За            | 141        | 73,1 | Австралия, Австрия, Албания, Андорра, Антигуа и Барбуда, Аргентина, Афганистан, Багамы, Барбадос, Бахрейн, Белиз, Бельгия, Бенин, Болгария, Босния и Герцеговина, Ботсвана, Бразилия, Бруней, Бутан, Вануату, Великобритания, Венгрия, Габон, Гаити, Гайана, Гамбия, Гана, Гватемала, Германия, Гондурас, Гренада, Греция, Грузия, Дания, Демократическая Республика Конго, Джибути, Доминика, Доминиканская Республика, Египет, Замбия, Израиль, Индонезия, Иордания, Ирландия, Исландия, Испания, Италия, Йемен, Кабо-Верде, Камбоджа, Канада, Катар, Кения, Кипр, Кирибати, Колумбия, Коморские острова, Коста-Рика, Кот-д'Ивуар, Кувейт, Латвия, Лесото, Либерия, Ливан, Ливия, Литва, Лихтенштейн, Люксембург, Маврикий, Мавритания, Малави, Малайзия, Мальдивы, Мальта, Маршалловы острова, Мексика, Микронезия, Молдавия, Монако, Мьянма, Науру, Непал, Нигер, Нигерия, Нидерланды, Новая Зеландия, Норвегия, ОАЭ, Оман, Палау, Панама, Папуа-Новая Гвинея, Парагвай, Перу, Польша, Португалия, Республика Корея, Руанда, Румыния, США, Самоа, Сан-Марино, Сан-Томе и Принсипи, Саудовская Аравия, Северная Македония, Сейшельские острова, Сент-Винсент и Гренадины, Сент-Китс и Невис, Сент-Люсия, Сербия, Сингапур, Словакия, Словения, Соломоновы острова, Сомали, Суринам, Сьерра-Леоне, Таиланд, Тимор-Лешти, Тонга, Тринидад и Тобаго, Тувалу, Тунис, Турция, Украина, Уругвай, Филиппины, Фиджи, Финляндия, Франция, Хорватия, Чад, Черногория, Чехия, Чили, Швейцария, Швеция, Эквадор, Эстония, Ямайка, Япония |
| Против        | 5          | 2,6  | Белоруссия, КНДР, Россия, Сирия, Эритрея |
| Воздержались  | 35         | 18,1 | Алжир, Ангола, Армения, Бангладеш, Боливия, Бурунди, Вьетнам, Зимбабве, Индия, Ирак, Иран, Казахстан, Китай, Республика Конго, Куба, Кыргызстан, Лаос, Мадагаскар, Мали, Мозамбик, Монголия, Намибия, Никарагуа, Пакистан, Сальвадор, Сенегал, Судан, Таджикистан, Танзания, Уганда, ЦАР, Шри-Ланка, Экваториальная Гвинея, ЮАР, Южный Судан |
| Отсутствовали | 12         | 6,2  | Азербайджан, Буркина-Фасо, Венесуэла, Гвинея, Гвинея-Бисау, Камерун, Марокко, Того, Туркменистан, Узбекистан, Эсватини, Эфиопия |
| Всего         | 193        | 100  | |

## Реакции
Госсекретарь США Энтони Блинкен заявил, что «на карту поставлено нечто большее, чем сам конфликт в Украине. Это угроза безопасности Европы и всего основанного на правилах порядка». Представитель России в ООН Василий Небензя отметил, что Россия не атакует мирных жителей, и обвинил западные страны в давлении на другие страны для принятия резолюции. Представитель Китая Чжан Цзюнь указал, что в резолюции «не в полной мере учитываются история и сложность нынешнего кризиса».